# بيلا بورش
 بورش (بالإنجليزية: Bella Poarch)(مواليد 9 فبراير 1997) هي مغنية أمريكية ولدت في الفلبين وأحد مشاهير الإنترنت. في 17 أغسطس 2020 قامت بنشر فيديو قصير على التيك توك أصبح أكثر فيديو حصل على إعجابات في تاريخ الشبكة.